# Škoda 650
Škoda 650 byla limuzína vyráběná v československé automobilce Škoda. Výroba probíhala čtyři roky, podle některých údajů mezi lety 1930 a 1934, podle jiných od roku 1932 do roku 1936.

## Vznik a užití
Oproti předchozímu typu Škoda 645 patrným rozdílem bylo jen zvětšení vrtání o 3 mm, což zvýšilo objem válců na 2704 cm³. Výkon stoupl na 50 koní. Pohon zadních kol se čtyřstupňovou převodovku. Maximální rychlost modelu 650 byla 110 km/hod. Motor dostal zapalovací magneto Scintilla. Škoda 650, nabízená pouze jako 5,10 m dlouhá šestimístná limuzína se dvěma sklopnými sedadly ve druhé řadě, dostala pro sezónu 1934 modernější zaoblenou a lehce sníženou karoserii, vysokou 1,75 m.
Bylo vyrobeno pouze 58 luxusních limuzín tohoto typu.
Většina ze šesti desítek vyrobených limuzín Škoda 650 měla rok narození 1933 a 1934, prodávaly se za 88 000 Kč, zatímco poslední sedany typu 645 stály 73 000 Kč. V roce 2017 byla přes inzerát nabízena Škoda 650 za 5,5 mil. Kč.

## Technické údaje
- Karoserie: luxusní limuzína[3]
- Motor: šestiválcový s rozvod: SV
- Objem: 2704 cm³
- Výkon: 37 kW (50 koní), později 40 kW (60 koní)
- Vrtání × zdvih: 75 mm × 102 mm
- Spotřeba 16 l/100 km
- Převodovka: manuální 4+1
- Brzdy: mechanické bubnové
- Rozvor: 3375 mm
- Rozchod vpředu/vzadu: 1360/1360 mm
- Pneumatiky: 6,00 x 18
- Maximální rychlost: 110 km/h
- Hmotnost: 1600 kg